# 米爾巴赫河 (阿默湖)
48°01′30″N 11°05′55″E / 48.024979°N 11.09863°E

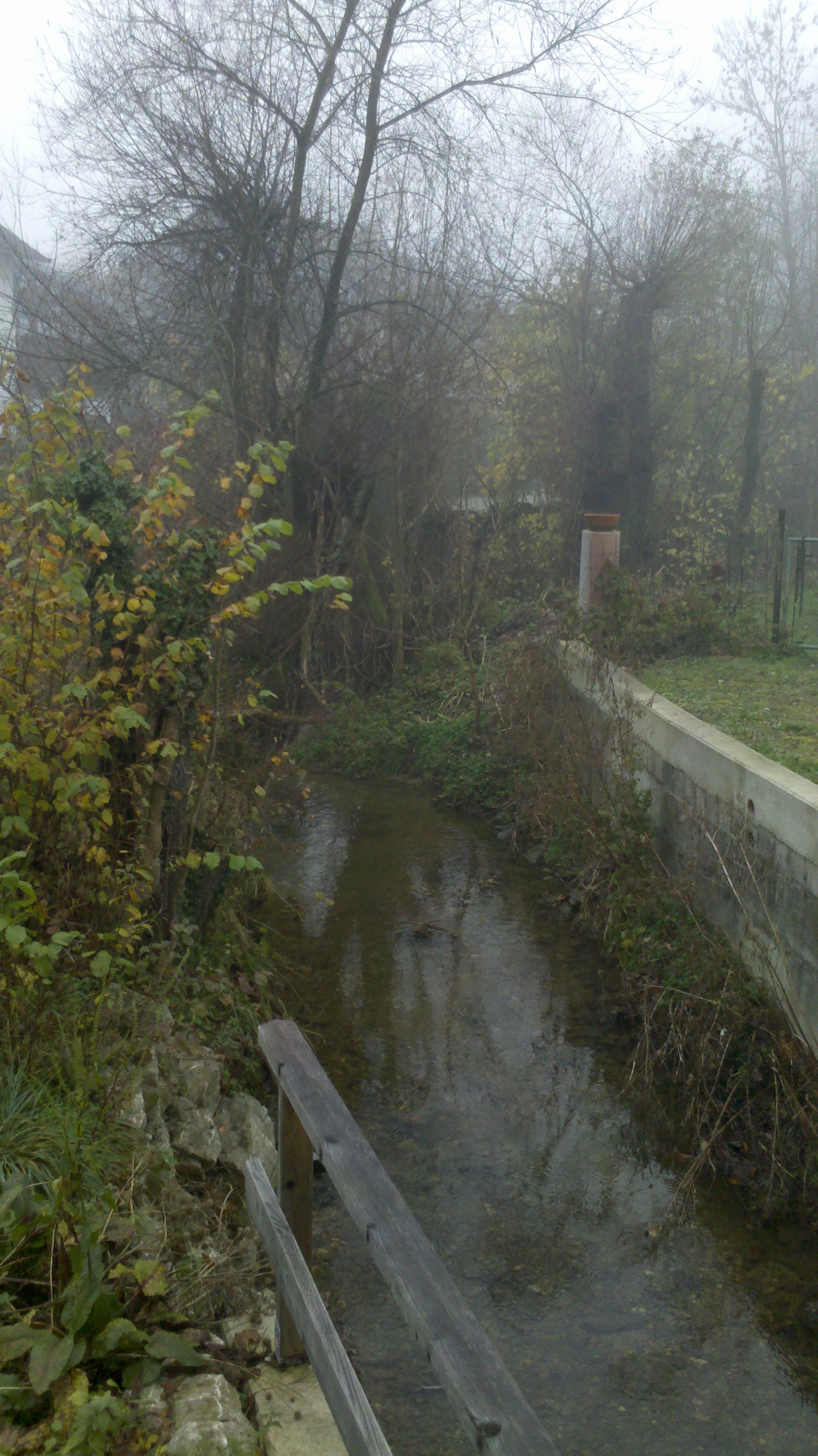

米爾巴赫河是德國的河流，位於該國東南部，由巴伐利亞負責管轄，屬於安珀河的支流，河道全長6.3公里，發源自阿默湖畔迪森以北，最終注入阿默湖。